# Slaget vid Dünamünde (1609)
Slaget vid Dünamünde ägde rum den 6 oktober 1609 under det Andra polska kriget. Jan Karol Chodkiewiczs här marscherade i september från Pärnu till Dünamünde och stötte på den svenska armén under befäl av Joachim Frederick von Mansfeld. Under det efterföljande slaget besegrades svenskarna av den polsk-litauiska hären.